# Доње Примишље
Доње Примишље је насељено мјесто града Слуња, на Кордуну, Карловачка жупанија, Република Хрватска.

## Географија
Доње Примишље се налази око 19 км сјеверозападно од Слуња.

## Историја
Доње Примишље се од распада Југославије до августа 1995. године налазило у Републици Српској Крајини.

## Становништво
Према попису становништва из 2011. године, насеље Доње Примишље је имало 35 становника.
| Националност       | 1991. | 1981. | 1971. | 1961. |
| Срби               | 179   | 197   | 483   | 535   |
| Југословени        |       | 14    | 31    | 1     |
| Хрвати             | 1     |       |       |       |
| остали и непознато | 3     |       | 1     | 1     |
| Укупно             | 183   | 211   | 515   | 537   |

| Демографија | Демографија | Демографија |
| Година      | Становника  | Становника  |
| ----------- | ----------- | ----------- |
| 1961.       | 537         |             |
| 1971.       | 515         |             |
| 1981.       | 211         |             |
| 1991.       | 183         |             |
| 2001.       | 36          |             |
| 2011.       |             | 35          |